# Le Bruit et la Fureur
The Sound and the Fury
Pour les articles homonymes, voir Le Bruit et la Fureur (homonymie).
 (juin 2024).
- Si vous ne connaissez pas le sujet, laissez ce bandeau (vous pouvez alors contacter les auteurs).
- Si vous supprimez le contenu mis en cause (vous pouvez préalablement contacter les auteurs),

argumentez précisément cette suppression dans la page de discussion
(un manque de référence n'est pas un argument ; une recherche réelle de référence doit avoir été effectuée, être formellement documentée).
Le Bruit et la Fureur (titre original : The Sound and the Fury) est le quatrième roman de l'auteur américain William Faulkner, publié en 1929.
Il figure à la 6e place dans la liste des cent meilleurs romans de langue anglaise du XXe siècle établie par la Modern Library en 1998, et à la 34e place de la liste des cent livres du siècle, établie en 1999 par une consultation populaire, à partir d'une liste proposée par des journalistes du Monde et des libraires de la Fnac.

## Titre
Le titre du roman est une référence à la pièce de théâtre Macbeth, de William Shakespeare (acte 5, scène 5) :
- Version originale (anglais)

Life […]: it is a tale
Told by an idiot, full of sound and fury
Signifying nothing.
- Traduction :

La vie […] : une fable
Racontée par un idiot, pleine de bruit et de fureur,
Et qui ne signifie rien.

## Commentaires
Il est possible de comprendre ce roman comme une œuvre profondément moderne. Faulkner est un légataire de Joyce et de son développement du monologue intérieur, déjà emmené en 1887 par Édouard Dujardin, auteur symboliste.[réf. nécessaire] Il s'inscrit donc dans la tradition du courant de conscience (stream of consciousness). Principalement reconnu pour ses apparences monologiques, le courant de conscience attribue une importance capitale au réseau associatif du langage. Il s'agit de laisser les pensées créer ses associations mémorielles et sensorielles afin d'accéder à un nouveau versant de la fiction. Ce courant est sans aucun doute marqué par l'arrivée de la psychanalyse moderne.[réf. nécessaire] Il privilégie un accès cognitif direct au monde ou à ce qu'on en perçoit, et il prétend restituer sans tricher la façon dont nous verbalisons, généralement en silence, les informations que nous recevons et que nous accumulons à chaque instant. Ainsi, la rêvasserie ou la divagation sont en quelque sorte rendues à leur signifiance. Le vagabondage de l'esprit est alors une façon de se dévoiler, mais aussi de se fictionnaliser. Le travail réalisé par William Faulkner vise à mettre en évidence tout ce qui échappe à la pensée et à travailler sur les digressions possibles que peut prendre le récit. 
Une autre particularité du roman de Faulkner est son appartenance ancrée dans le style américain moderne. Marqués par la Guerre de Sécession, les Américains du Sud sont alors habités d'un sentiment d'aliénation de leur propre non-appartenance dans ce monde influencé par le modernisme nordique. Le chamboulement hiérarchique en cours à la suite de la défaite des sudistes américains vient modifier la tradition de la culture de la plantation. La littérature, toujours en parallèle avec l'histoire, vient montrer ces changements et les auteurs américains dévoilent ces perturbations par le biais du langage littéraire.
Le roman de Faulkner est-il un roman de l'héritage ou un roman de la trahison ? il met en scène un comté imaginé de toutes pièces, le Yoknapatawpha, dans lequel il serait possible de s'attendre à une certaine utopie (compte tenu de la création d'un monde et d'une transposition du réel, il serait possible de le voir en ce sens)[réf. nécessaire], mais dans lequel il n'y a qu'une seule issue et c'est la dépossession : « le Sud faulknérien se situe dans un temps presque figé, ou le passé tisse la trame même du présent. C'est le temps du ressassement obsessionnel, celui de la faute indélébile, du péché ancestral qui voue le Sud à la chute et à l'expiation. Terre volée aux Indiens puis souillée par l'esclavage, anéantie par la guerre de Sécession et la faillite économique, le Sud de Faulkner est le lieu de la dégénérescence. »
Le renversement total de la famille Compson est donc d'ordre dystopique[réf. nécessaire], puisqu'il est l'illustration d'un mouvement historique et social, une prise en compte de changements idéologiques et d'un échec quasi obligé, presque maléfique, sur la famille qui représente davantage la situation des Blancs riches héritiers de la plantation.

## Résumé
L'histoire se situe dans la région de Yoknapatawpha, imaginée par Faulkner. Le drame se déroule entre les membres d'une de ces vieilles familles du Sud, hautaines et prospères autrefois, aujourd'hui tombées dans la misère et l'abjection. Trois générations s'y déchirent : Jason Compson et sa femme Caroline née Bascomb ; leur fille Candace (ou Caddy), et leurs trois fils, Quentin, Jason et Maury (qu'on appellera plus tard Benjamin ou Benjy pour qu'il ne souille pas le nom de son oncle Maury Bascomb) ; Quentin enfin, la fille de Caddy. Il y a deux Jason (le père et le fils) et deux Quentin (l'oncle et la nièce). Autour d'eux trois générations de domestiques noirs : Dilsey et son mari Roskus ; leurs enfants, Versh, T.P. et Frony ; plus tard, Luster, fils de Frony.
Dans ce roman, divisé en quatre parties, Faulkner utilise notamment la technique littéraire de « courant de conscience ». Les parties (excepté la quatrième) sont écrites chacune du point de vue de personnages différents :
- Première partie : Benjy Compson, un idiot[3],[4] ;
- Deuxième partie : Quentin Compson, un étudiant mélancolique de l'université Harvard ;
- Troisième partie : Jason Compson, le frère cynique des deux personnages précédents.
- Quatrième partie : centrée sur le personnage de Dilsey, est racontée par une voix qui n'a pas de parole proprement dite, voix hétérodiégétique qui sort du style monologique déjà travaillé dans les trois parties précédentes.

Le personnage principal n'a cependant pas de partie dédiée. Il s'agit de la sœur des trois précédents, surnommée Caddy, objet de l'affection quasi-animale de Benjy, de l'amour incestueux de Quentin et de la haine farouche de Jason. L'action se déroule sur trois jours d'avril 1928 (parties I, III et IV, dans un ordre non-chronologique), à l'exception de la narration de Quentin (partie II), qui se déroule en 1910 et s'achève par le suicide du narrateur.

### Première partie:7 avril 1928
La voix narrative de Benjamin Compson n'est pas linéaire (les passages italiques indiquent les changements de période), elle suit les associations d'idées du narrateur. Les souvenirs importants qui sont racontés dans cette partie sont le changement de nom de Benjamin en 1900, la mort de la grand-mère, le mariage puis le divorce de Caddy en 1910 et la castration de Benjamin.

### Seconde partie:2 juin 1910
L’obsession principale de Quentin est la virginité et la pureté de sa sœur Caddy. Avant que Quentin ne parte pour Harvard en 1909, Caddy est enceinte de Dalton Ames. Elle se marie alors avec Herbert Head, qui découvre que l'enfant n'est pas de lui et renvoie Caddy. Cette partie se distingue parfois par son manque de ponctuation, la confusion qui en ressort reflète le mal-être du personnage qui se suicide à la fin du chapitre.

### Troisième partie:6 avril 1928
Monologue intérieur de Jason qui se lance à la poursuite de sa nièce, Quentin (la fille de Caddy), qui a donné rendez-vous à un comédien. Cette partie décrit la vie quotidienne des Compson, c'est-à-dire les soins apportés à Caroline (la mère hypocondriaque) et à Benjamin par Jason et les domestiques.

### Quatrième partie:8 avril 1928
Cette partie, sans narrateur interne, est centrée sur Dilsey qui assiste à la chute de la famille Compson. Quentin est partie avec son amant, emportant trois mille dollars que Jason avait détournés de l’argent envoyé par Caddy. Jason tente, en vain, de la retrouver.

### Structure de la famille Compson
- La famille Compson :
  - Jason Compson (père) : marginalisé par l'alcool, père absent qui n'est présent qu'à quelques moments du livre, notamment dans les pensées troubles de Quentin ;
  - Caroline Compson (mère), née Bascomb : femme obsédée par les convenances, tente à tout prix d'éviter le scandale qui pèse sur la famille. Elle ressent un châtiment qui s'abat sur la famille ;
  - Quentin Compson : fils ainé du couple, c'est un personnage à l'image de l'artiste tourmenté et aliéné. La famille lui confie le rôle de redonner le lustre qu'elle a perdu. Étudiant à Harvard, Quentin est un jeune homme obsédé par l'amour qu'il porte à sa sœur Caddy. Le livre rapporte en effet sa dernière journée de vie, puisqu'il a reçu l'invitation au mariage de Caddy, il perd définitivement goût à la vie, dépossédé de son amour incestueux ;
  - Caddy, Candace Compson : Unique fille du couple Compson, elle est à l'image des femmes des années folles. Elle représente en effet une hypersexualisation de la femme dans son milieu masculin, et c'est par son affirmation sexuelle que la déformation de la famille se déclenche. Elle tombe enceinte d'un homme et tentera d'en épouser un autre. En apprenant que l'enfant n'était pas de lui, il la quitte et elle se retrouve seule, elle confie son enfant à sa famille et disparaît ;
  - Jason Compson (fils) : C'est le personnage du troisième monologue qui nous donne sa vision amère du monde. Personnage profondément jaloux, méchant et colérique, il fait tout pour blesser les autres. Sa colère est d'autant plus importante envers Caddy, qui serait la source de son malheur. Son avenir promis de banquier s'est vu échouer le jour où Caddy remit sa fille à la famille ;
  - Maury Benjamin « Benjy » Compson : fils cadet et idiot, frappé par une certaine maladie mentale, il relate en fait les événements de la première partie par allers et retours mémoriels. Personnage sans parole et seulement capable du cri, il est l'introduction à cette famille fragmentée ;
  - Quentin Compson (fille) : Fille de Caddy et abandonnée par elle, quoique Caddy donne de l'argent à Jason afin de subvenir à ses besoins, elle est tout à l'image marginalisée de sa mère. En réaction profonde à l'autorité exagérée de Jason et des règles, elle finira par s'enfuir avec de l'argent volé à Jason avec un homme quelconque.

- Lignée noire :
  - Dilsey : dirigeante de la famille, elle en est un point central. Mariée à Roskus, elle forme l'opposé de la famille Compson, puisque sa famille ne tombe pas en ruine et ne fait que bénéficier de la victoire graduelle de la société afro-américaine aux États-Unis ;
  - Roskus : mari de Dilsey ;
  - Versh : Fils aîné du couple ;
  - Frony : Fille du couple ;
  - T. P. : Fils du couple ;
  - Luster : Fils de Frony.

## Styles
La narration choisie par Faulkner est complexe, avec un enchevêtrement d'analepses, de digressions, d'errances, de prolepses et de pièges (deux Jason, deux Maury, deux Quentin - de sexes différents). Le Bruit et la Fureur se veut un récit du désordre de l'esprit, le bruit et la fureur des âmes tourmentées.

## Adaptations cinématographiques
- 1959 : Le Bruit et la Fureur (The Sound and the Fury), film américain réalisé par Martin Ritt, avec Yul Brynner
- 2014 : The Sound and the Fury, film américain réalisé et interprété par James Franco, avec Tim Blake Nelson